# Вава (фудбалер)
Едвалдо Изидио Нето (порт. Edvaldo Jizídio Neto; Ресифе, 12. новембар 1934 — Рио де Жанеиро, 19. јануар 2002), познатији као Вава, био је бразилски фудбалер.

## Биографија
Надимак му је био „Груди од челика“ (Peito de Aço). Играо је на позицији нападача, у богатој каријери је наступао за познате бразилске клубове Спорт Ресифе, Васко да Гаму и Палмеирас. Карактерисала га је велика снага, одлична техника, храброст, одлучност, али и невероватан голгетерски инстинкт. У Европи је играо три сезоне за мадридски Атлетико и освојио два Купа Краља.
Са фудбалском репрезентацијом Бразила је освојио два Светска првенства, у Шведској 1958 и Чилеу 1962. године. Уз Пелеа, Зинедина Зидана и легендарног Немца Пола Брајтнера, једини је играч који је постизао поготке у два финала Светских првенстава. У репрезентацији је био део чувене бразилске петорке Гаринча, Диди, Вава, Пеле и Загало, која је имала велику ефикасност и играла на гол више.
Након играчке каријере, посветио се тренерском послу. Радио је као тренер у Шпанији, где је у два наврата предводио Кордобу и касније Гранаду. Био је помоћник селектору Телеу Сантани када је Бразил играо на Светском првенству 1982. у Шпанији. Није се превише појављивао у јавности, а средином деведесетих година почели су први озбиљни проблеми са здрављем. Последњи пут је виђен у јавности 2001. године.
Преминуо је 19. јануара 2002, после новог шлога. Сахрањен је у Рио де Жанеиру, оставио је иза себе жену и четворо деце.

## Трофеји
Спорт Ресифе
- Лига Пернамбукано: 1949.

Васко да Гама
- Лига Кариока: 1952, 1956, 1958.
- Првенство Рио-Сао Паоло: 1958.

Атлетико Мадрид
- Куп Краља: 1959/60, 1960/61.

Палмеирас
- Лига Паулиста: 1963.

### Репрезентација
- Светско првенство (2): 1958, 1962.